# HEROES〜Legend of Battle Disks〜
『HEROES〜Legend of Battle Disks〜』（ヒーローズ レジェンドオブバトルディスクス）は、2013年に製作され、海外で放送・配信されたテレビアニメ。2022年より日本で国内初配信となる。全26話。

## 登場人物
ブルカイ
声 - 広橋涼
ザン
声 - 斎藤楓子
ユンゲル
声 - 浜添伸也
ガエル
声 - 河西健吾
ソフィー
声 - 藤田茜
ゴブル
声 - 勝杏里
バイス
声 - 儀武ゆう子
チコ
声 - 田所あずさ
ボルテックス
声 - 手塚ヒロミチ
グリブ
声 - 東城日沙子
ザナ
声 - 生天目仁美
ラゾル
声 - 徳本恭敏
オール老師 / ナレーション
声 - 柴田秀勝
ゼネラル総督
声 - 合田慎二郎
ボックス教官
声 - 川田紳司
ハーモン教官
声 - 後藤ヒロキ
バルカン
声 - 竹内栄治
カーヤ
声 - 佐藤奏美
グリボル
声 - 大前愛華
オクトボット
声 - 南嶋毅
ガルシア
声 - 星野貴紀
ニアン
声 - 阪口周平
ゾラン
声 - 南嶋毅
レナ
声 - 山根希美
ニカ
声 - 東城日沙子
イリア
声 - 佐藤奏美
ジン
声 - 徳本恭敏
カイス
声 - 村田太志
オルビトン
声 - 下山吉光
グロノル
声 - 小林ゆう
ユーリ
声 - 山口立花子
エリス
声 - 下崎紘史

## スタッフ
- 企画・製作・配給 - 旭プロダクション
- エグゼクティブプロデューサー - 山浦宗春
- 原案・監修 - MAGIC BOX INT.
- シリーズ構成・脚本 - 武上純希
- キャラクターデザイン - 長森佳容
- モンスターデザイン - 青木健太
- 総作画監督 - 長森佳容
- 音響監督 - 山田陽
- 音楽 - 石川智久、秋葉工房
- OPアニメーション絵コンテ・演出 - 大張正己
- 監督 - 細田雅弘

## 主題歌

### OP主題歌
『HEROES〜炎の紋章』
- 作詞：さいとうかおり、作曲：DJ Command

### ED主題歌
『秘めた想い あなたへ』
- 作詞：さいとうかおり、作曲：DJ Command

## 各話リスト
1. 出て来い！ 俺のディスクモンスター！
2. おいで！ 赤ちゃんドラゴン チコ
3. 俺は森の戦士 ユンゲル！
4. 探検 秘密の古代遺跡！
5. 蹴散らせ 謎の巨大モンスター！
6. 僕は行く ザイランの海に！
7. 俺は諦めない 決死のディスクコレクト！
8. 助けて！ 私はまだ悪夢の中
9. ボロマントに託された想い
10. 狙われたバトルディスク 犯人は誰？
11. それぞれの戦い 俺は絶対に負けない！
12. 試練を越えて 俺は必ずヒーローズになる！
13. オルビトン襲来 復讐のグロノル！
14. 託された未来へ 目指せクロニア！
15. どこにいるの!? 砂漠のヒーローズ
16. 行くぞ クロニアの秘密を暴き出せ！
17. 伝説を越えろ！ 神話の世界の戦い
18. 決闘！ すれ違う二人の想い
19. 新たなる力 光の石の真実
20. ヒーローズ最後の日
21. 聖なる人 巫女マヤを守れ！
22. 母艦突入 巫女マヤを救い出せ！
23. 神殿へ向かえ 新たなる者たちよ！
24. 甦れ！ 伝説のレッドドラゴン
25. 激突！ アルマを込めた最終決戦
26. 飛びたて 未知なる宇宙へ！